# Warrior (videojuego)
Warrior (en español Guerrero) es un videojuego perteneciente al género de lucha para máquinas arcade, del año 1979. Es considerado uno de los primeros videojuegos de lucha, exceptuando varios videojuegos de boxeo, como el Heavyweight Champ, lanzado en el año de 1976, y el inédito Boxer de Atari (que fue clonado, como el boxeo de los años 80 para la Atari 2600).
Desarrollado por Tim Skelly mientras trabajaba en Cinematronics, fue lanzado bajo el nombre de la compañía Vectorbeam poco antes de que Cinematronics cerrara Vectorbeam; compraron la compañía en 1978. El juego presentaba a dos caballeros en un duelo, representados en gráficos vectoriales monocromáticos y basados en técnicas de captura de movimiento cruda. Debido a las limitaciones del hardware utilizado, el procesador no pudo representar los personajes y el entorno de juego al mismo tiempo y se imprimieron los fondos, con los caracteres proyectados en la parte superior.

## Controles
Originalmente, Skelly planificó un sistema para dos jugadores en el que cada jugador usaba dos Mandos, uno para controlar el movimiento del jugador y el otro para controlar el arma del jugador. Sin embargo, las restricciones financieras restringieron el gabinete a un mando para cada jugador y un botón para cambiar entre los modos de personaje y arma. Los mandos fueron producidos en la casa e instalados en gabinetes de una manera que los jugadores los encontraron insensibles y difíciles de usar.

## Influencia
Los gabinetes y el hardware se produjeron con un presupuesto bajo y demostraron ser poco confiables en comparación con las máquinas contemporáneas. Como resultado, muy pocos permanecen en buen estado de funcionamiento, con 10 máquinas registradas con KLOV y solo una máquina restaurada conocida en el Reino Unido Warrior es emulado por MAME.

## Lectura Adicional
- "The Making of... Warrior". (December 2006) Edge Magazine 169, pp. 101–103
- Reconstructing WARRIOR: Vectorbeams, Natural Magick & Business Intrigue